# Shuhei Fujioka
Pour les articles homonymes, voir Fujioka (homonymie).
Shuhei Fujioka est un potier japonais connu pour ses poteries de style Iga-yaki.
Né en 1947 à Matsuyama dans la préfecture d'Ehime, Shuhei Fujioka est diplômé de l'université de Ritsumeikan en 1970. Introduit à l'école d'apprentissage de poterie de la préfecture d'Aichi, le maître potier Mitsuo Tanimoto le prend comme apprenti. En 1975, Fujioka construit son four et ouvre son studio à Ueno, préfecture de Mie.
Les poteries iga-yaki de Shuhei Fujioka ont été exposées au Japon, à New York et dans de nombreuses galeries de groupe.  Son travail est également en exposition permanente au New Orleans Museum of Art.

## Iga-yaki
L'iga-yaki est un style de poterie où la céramique est cuite à haute température l'amenant à se cristalliser dans une teinte rouge, avec des traces de brûlure brun-gris causées par les cendres des bûches et l'effet de la fusion vidro (verre feldspathique). C'est un style populaire de poterie depuis la période Tsutsui-Momoyama du Japon. L'Iga-yaki utilise l'argile originaire d'Iga, cuite pendant trois jours dans un four creusé dans le sol. (Yellin 2000)

## Source
- (en) Notice consacrée à Shuhei Fujioka, Yellin, Robert. Scorched in the fires of Iga. Japan Times. 11 mars 2000. Publié dans Japanese Potter -  Fujioka Shuhei (Iga).  (consulté le 2 février 2007).

## Source de la traduction
- (en) Cet article est partiellement ou en totalité issu de l’article de Wikipédia en anglais intitulé « Shuhei Fujioka (Iga pottery) » (voir la liste des auteurs).